# Mogilno
Mogilno (poljsko Mogilno) je majhno mesto v osrednji Poljski, od leta 1999 v  Kujavsko-pomorjanskem vojvodstvu.

## Zgodovina
Mogilno je eno najstarejših naselij ob meji zgodovinskih regij Velikopoljske in Kujavije.  Na dolgem ozkem rtu, na zahodu in jugu obdanem z Mogilskim jezerom in na vzhodu z močvirji, je že od preloma 8. in 9. stoletja do 10. stoletja  obstajala zgodnjesrednjeveška naselbina.
Leta 1065 je poljski vojvoda Boleslav Velikodušni tam ustanovil benediktinsko opatijo. Severno od opatije se je kasneje razvilo mesto, ki je leta 1398 dobilo mestne pravice in bilo do leta 1773 v lasti opatije.
Po prvi delitvi Poljske leta 1772 je mesto pripadlo Kraljevini  Prusiji in bilo leta 1920 vrnjeno Poljski.

### Pokol med drugo svetovno vojno
Med nemško invazijo na Poljsko je nemška vojska 18. septembra 1939 na hujskanje pripadnikov nemške manjšine v Mogilnu ubila 40 Poljakov, med njimi enega Juda. Žrtve za usmrtitev so izbrali lokalni folksdojčerji s poljskim državljanstvom. Najstarejša žrtev je bila stara 75, najmlajša pa 17 let.

## Mestne zanimivosti
- Bivša benediktinska opatija. Cerkev je bila zgrajena v 11. stoletju in bila obnovljena v prvi polovici 16. stoletja v poznogotskem slogu. Drugič je bila obnovljena v 18. stoletju v baročnem slogu. Ohranjenih je več romanskih elementov, med njimi stebri, deli zidov ladje in zlasti apsida in dve kripti. Trikrilna opatija z gartom je iz 14. stoletja. Prezidana je bila v 18. stoletju.
- Poznogotska cerkev sv. Jakoba, zgrajena okoli leta 1511.
- Središče mesta s hišami iz 19. stoletja.
- Pokopališče.